# Nealcidion spinosum
Nealcidion spinosum es una especie de escarabajo longicornio del género Nealcidion, tribu Acanthocinini, subfamilia Lamiinae. Fue descrita científicamente por Monné y Delfino en 1986.

## Descripción
Mide 9,1-11,4 milímetros de longitud.

## Distribución
Se distribuye por Venezuela.